# Araceae
Famille
Classification APG III (2009)
Les Araceae (Aracées) sont une famille de plantes qui comprend quelque 3 500 espèces réparties en environ 139 genres.
Ce sont des plantes monocotylédones, arbustes ou plantes herbacées, parfois arborescentes des régions subtropicales, tropicales, et, en nombre réduit, des régions tempérées.
Appartient à cette famille l'arum titan (Amorphophallus titanum), originaire de Sumatra, la plus grosse inflorescence de cette famille. On peut citer en France le gouet tacheté (Arum maculatum). 

## Étymologie
Le nom vient du genre type Arum issu du latin, le terme grec ἄρον / áron désignant la même plante.

## Classification
Les quelques espèces du genre Acorus, initialement placées dans la famille des Aracées, en ont été récemment retirées et placées dans celle des Acoraceae. Ces plantes de zones uliginaires sont actuellement considérées comme les monocotylées les plus primitives.
La classification phylogénétique incorpore les Lemnaceae (les « lentilles d'eau »), dans cette famille. Ces plantes très simplifiées, qui n’ont que quelques feuilles minuscules, voire l'absence de racines, possèdent une inflorescence réduite à l’extrême, qui n’est constituée que de deux ou trois fleurs, avec uniquement une étamine ou un pistil.

## Caractéristiques
Leur inflorescence est typique, constituée d'un spadice (axe d'inflorescence), où sont placées de minuscules fleurs, et d'une large bractée, dite spathe. Certaines espèces (ex : Anthurium ou Zantedeschia aethiopica, l'arum blanc des fleuristes) ont un spadice recouvert de fleurs sur toute sa longueur. La spathe est soit complètement étalée (Anthurium) soit repliée en forme de cornet ; sa portion inférieure protégeant ainsi la base du spadice (Zantedeschia).
Dans le genre Arum, les fleurs ne sont présentes que sur la partie inférieure du spadice, et cachées dans un repli de la spathe. Quand les fleurs femelles sont réceptives, la partie supérieure du spadice émet un parfum qui attire les insectes pollinisateurs. Certaines espèces comme Arum creticum ont une odeur agréable. D'autres, pollinisées par les mouches ou des insectes nécrophages sentent la viande avariée ou le fumier. Un groupe de fleurs stériles filamenteuses présent à hauteur d'un rétrécissement de la spathe fonctionne comme une trappe. Il laisse entrer les insectes couverts de pollen provenant d'une autre inflorescence et les retient prisonniers pour qu'ils assurent la fécondation. Les fleurs mâles s'ouvrent ensuite. Les fleurs filamenteuses se flétrissent, libérant alors les insectes couverts de pollen, qui pourront, en visitant une plante voisine, assurer une pollinisation croisée.
Certaines espèces, dont le spectaculaire arum titan Amorphophallus titanum de Sumatra, espèce géante présente dans les serres de quelques jardins botaniques, ont éveillé l'imagination de populations primitives et étaient — sont parfois encore — considérées comme des symboles phalliques. Ainsi Arum maculatum, l'arum tacheté de nos régions, est appelé en anglais cuckoo pint — de l'anglo-saxon cucu pintle, littéralement phallus erectus. Typhonium venosum (syn. Sauromatum venosum), l'Arum cornu du sud de l'Himalaya, est aussi dit voodoo lily. Ses tubercules, parfois présentés comme fleurissant à sec à l'intérieur, produisent une inflorescence « diabolique » à long spadice violet entouré par une spathe jaunâtre à taches pourprées. Cette espèce spectaculaire a une odeur nauséabonde, faisant qu'on s'en débarrasse souvent rapidement…

## Utilisation

### Usage ornemental
De nombreuses espèces de cette famille sont utilisées comme plantes ornementales et d'appartement (genres Anthurium, Dieffenbachia, Monstera). 

### Usage alimentaire
Rares sont celles cultivées à des fins alimentaires, on peut citer le taro, une plante du genre Colocasia, le taro géant des marais (genre Cyrtosperma), le faux philodendron Monstera deliciosa ou le konjac. Pour Sauromatum, voir Typhonium.
Les feuilles et/ou rhizomes de quelques espèces sont (ou ont été) consommées, après préparation pour les rendre comestibles. Colocasia esculenta est cultivée pour son tubercule.

## Liste des genres

### Selon Kew liste
World Checklist of Selected Plant Families (WCSP) (30 août 2012)
- Aglaodorum Schott (1858)
- Aglaonema Schott (1829)
- Alloschemone Schott (1858)
- Alocasia (Schott) G.Don (1839)
- Ambrosina Bassi (1763)
- Amorphophallus Blume ex Decne. (1834)
- Amydrium Schott (1863)
- Anadendrum Schott (1857)
- Anaphyllopsis A.Hay (1988 publ. 1989)
- Anaphyllum Schott (1858)
- Anchomanes Schott (1853)
- Anthurium Schott (1829)
- Anubias Schott (1857)
- Apoballis  Schott (1858)
- Aridarum Ridl. (1913)
- Ariopsis Nimmo (1839)
- Arisaema Mart. (1831)
- Arisarum Mill. (1754)
- Arophyton Jum. (1928)
- Arum L. (1753)
- Asterostigma Fisch. & C.A.Mey. (1845)
- Bakoa  P.C.Boyce & S.Y.Wong (2008)
- Biarum Schott (1832)
- Bognera Mayo & Nicolson (1984)
- Bucephalandra Schott (1858)
- Caladium Vent. (1800)
- Calla L. (1753)
- Callopsis Engl. (1895)
- Carlephyton Jum. (1919)
- Cercestis Schott (1857)
- Chlorospatha Engl. (1878)
- Colletogyne Buchet (1939)
- Colocasia Schott (1832)
- Croatiella E.G.Gonç. (2005)
- Cryptocoryne Fisch. ex Wydler (1830)
- Culcasia P.Beauv. (1805)
- Cyrtosperma Griff. (1851)
- Dieffenbachia Schott (1829)
- Dracontioides Engl. (1911)
- Dracontium L. (1753)
- Dracunculus Mill. (1754)
- Eminium Schott (1856)
- Epipremnum Schott (1857)
- Filarum Nicolson (1967)
- Furtadoa M.Hotta (1981)
- Gearum N.E.Br. (1882)
- Gonatopus Engl. (1879)
- Gorgonidium Schott (1864)
- Gymnostachys R.Br. (1810)
- Hapaline Schott (1858)
- Helicodiceros Schott (1853)
- Hestia  S.Y.Wong & P.C.Boyce (2010)
- Heteropsis Kunth (1841)
- Holochlamys Engl. (1883)
- Homalomena Schott (1832)
- Incarum E.G.Gonç. (2005)
- Jasarum G.S.Bunting (1975 publ. 1977)
- Lagenandra Dalzell (1852)
- Lasia Lour. (1790)
- Lasimorpha Schott (1857)
- Lemna L. (1753)
- Lysichiton Schott (1857)
- Mangonia Schott (1857)
- Monstera Adans. (1763)
- Montrichardia Crueg. (1854)
- Nephthytis Schott (1857)
- Ooia  S.Y.Wong & P.C.Boyce  (2010)
- Orontium L. (1753)
- Pedicellarum M.Hotta (1976)
- Peltandra Raf. (1819)
- Philodendron Schott (1829)
- Philonotion  Schott (1857)
- Phymatarum M.Hotta (1965)
- Pichinia  S.Y.Wong & P.C.Boyce  (2010)
- Pinellia Ten. (1839)
- Piptospatha N.E.Br. (1879)
- Pistia L. (1753)
- Podolasia N.E.Br. (1882)
- Pothoidium Schott (1857)
- Pothos L. (1753)
- Protarum Engl. (1901)
- Pseudohydrosme Engl. (1892)
- Pycnospatha Thorel ex Gagnep. (1941)
- Remusatia Schott (1832)
- Rhaphidophora Hassk. (1842)
- Rhodospatha Poepp. (1845)
- Sauromatum  Schott  (1832)
- Scaphispatha  Brongn. ex Schott (1860)
- Schismatoglottis  Zoll. & Moritzi (1854)
- Scindapsus  Schott  (1832)
- Spathantheum  Schott (1859)
- Spathicarpa  Hook. (1831)
- Spathiphyllum  Schott (1832)
- Spirodela  Schleid. (1839)
- Stenospermation  Schott (1858)
- Steudnera  K.Koch (1862)
- Stylochaeton  Lepr. (1834)
- Symplocarpus  Salisb. ex Nutt. (1817)
- Synandrospadix  Engl. (1883)
- Syngonium  Schott (1829)
- Taccarum  Brongn. ex Schott (1858)
- Theriophonum  Blume (1837)
- Typhonium  Schott (1829)
- Typhonodorum  Schott (1857)
- Ulearum  Engl. (1905)
- Urospatha  Schott (1853)
- Wolffia  Horkel ex Schleid. (1844)
- Wolffiella  (Hegelm.) Hegelm. (1895)
- Xanthosoma  Schott (1832)
- Zamioculcas  Schott (1856)
- Zantedeschia  Spreng. (1826)
- Zomicarpa  Schott (1856)
- Zomicarpella  N. E. Brown (1881)

### Selon APWebsite
Angiosperm Phylogeny Website (17 mai 2010)
- Aglaodorum Schott
- Aglaonema Schott
- Alloschemone Schott
- Alocasia (Schott) G.Don
- Ambrosina Bassi
- Amorphophallus Blume ex Decaisne
- Amydrium Schott
- Anadendrum Schott
- Anaphyllopsis A.Hay
- Anaphyllum Schott
- Anchomanes Schott
- Anthurium Schott
- Anubias Schott
- Aridarum Ridl.
- Ariopsis Nimmo
- Arisaema Mart.
- Arisarum Mill.
- Arophyton Jum.
- Arum L.
- Asterostigma Fisch. & C.A.Mey.
- Biarum Schott
- Bognera Mayo & Nicolson
- Bucephalandra Schott
- Caladium Vent.
- Calla L.
- "Callopsis Engl.
- Carlephyton Jum.
- Cercestis Schott
- Chlorospatha Engl.
- Colletogyne Buchet
- Colocasia Schott
- Cryptocoryne Fisch. ex Wydler
- Culcasia P.Beauv.
- Cyrtosperma Griff.
- Dieffenbachia Schott
- Dracontioides Engl.
- Dracontium L.
- Dracunculus Mill.
- Eminium (Blume) Schott
- Epipremnum Schott
- Filarum Nicolson
- Furtadoa M.Hotta
- Gearum N. E. Brown
- Gonatanthus Klotzsch
- Gonatopus J. D. Hooker ex Engl.
- Gorgonidium Schott
- Gymnostachys R. Brown
- Hapaline Schott
- Helicodiceros Schott ex K.Koch
- Heteroaridarum M.Hotta
- Heteropsis Kunth
- Holochlamys Engl.
- Homalomena Schott
- Hottarum Bogner & Nicolson
- Jasarum Bunting
- Lagenandra Dalzell
- Lasia Lour.
- Lasimorpha Schott
- Lemna L.
- Lysichiton Schott
- Mangonia Schott
- Monstera Adans.
- Montrichardia Crueg.
- Nephthytis Schott
- Orontium L.
- Pedicellarum M.Hotta
- Peltandra Rafinesque
- Philodendron Schott
- Phymatarum M.Hotta
- Pinellia Ten.
- Piptospatha N. E. Brown
- Pistia L.
- Podolasia N. E. Brown
- Pothoidium Schott
- Pothos L.
- Protarum Engl.
- Pseudodracontium N. E. Brown
- Pseudohydrosme Engl.
- Pycnospatha Thorel ex Gagnep.
- Remusatia Schott
- Rhaphidophora Hassk.
- Rhodospatha Poepp.
- Sauromatum Schott
- Scaphispatha Brongn. ex Schott
- Schismatoglottis Zoll. & Moritzi
- Scindapsus Schott
- Spathantheum Schott
- Spathicarpa Hook.
- Spathiphyllum Schott
- Spirodela Schleid.
- Stenospermation Schott
- Steudnera K.Koch
- Stylochaeton Lepr.
- Symplocarpus Salisb. ex Nutt.
- Synandrospadix Engl.
- Syngonium Schott
- Taccarum Brongn. ex Schott
- Theriophonum Blume
- Typhonium Schott
- Typhonodorum Schott
- Ulearum Engl.
- Urospatha Schott
- Wolffia Horkel ex Schleid.
- Wolffiella (Hegelm.) Hegelm.
- Xanthosoma Schott
- Zamioculcas Schott
- Zantedeschia Spreng.
- Zomicarpa Schott
- Zomicarpella N. E. Brown

### Selon NCBI
NCBI (14 avr. 2010)
- sous-famille Aroideae
  - tribu Areae
    - Arum
    - Biarum
    - Dracunculus
    - Eminium
    - Helicodiceros
    - Theriophonum
    - Typhonium

  - tribu Arisaemateae
    - Arisaema
    - Pinellia

  - tribu Arisareae
    - Ambrosina
    - Arisarum

  - tribu Caladieae
    - Caladium
    - Chlorospatha
    - Filarum
    - Hapaline
    - Jasarum
    - Scaphispatha
    - Syngonium
    - Ulearum
    - Xanthosoma
    - Zamioculcas
    - Zomicarpa
    - Zomicarpella

  - tribu Colocasieae
    - Alocasia
    - Ariopsis
    - Colocasia
    - Leucocasia
    - Protarum
    - Remusatia
    - Steudnera

  - tribu Montrichardieae
    - Montrichardia

  - tribu Nephthytideae
    - Pseudohydrosme

  - tribu Peltandreae
    - Arophyton
    - Carlephyton
    - Colletogyne
    - Peltandra
    - Typhonodorum

  - tribu Pistieae
    - Pistia

  - tribu Thomsonieae
    - Amorphophallus
    - Pseudodracontium
    - Thomsonia
- sous-famille Calloideae
  - Calla
- sous-famille Gymnostachydoideae
  - Gymnostachys
- sous-famille Lasioideae
  - Anaphyllopsis
  - Cyrtosperma
  - Dracontioides
  - Dracontium
  - Lasia
  - Lasimorpha
  - Podolasia
  - Pycnospatha
  - Urospatha
- sous-famille Lemnoideae
  - Landoltia
  - Lemna
  - Spirodela
  - Wolffia
  - Wolffiella
- sous-famille Orontioideae
  - Lysichiton
  - Orontium
  - Symplocarpus
- sous-famille Philodendroideae
  - tribu Aglaonemateae
    - Aglaodorum
    - Aglaonema
    - Anchomanes
    - Nephthytis

  - tribu Culcasieae
    - Cercestis
    - Culcasia
    - Rhektophyllum

  - tribu Philodendreae
    - Anubias
    - Homalomena
    - Philodendron

  - tribu Spathicarpeae
    - Asterostigma
    - Bognera
    - Croatiella
    - Dieffenbachia
    - Gearum
    - Gorgonidium
    - Incarum
    - Mangonia
    - Spathantheum
    - Spathicarpa
    - Synandrospadix
    - Taccarum

  - tribu Stylochaetoneae
    - Stylochaeton

  - tribu Zamioculcadeae
    - Gonatopus

  - tribu Zantedeschieae
    - Callopsis
    - Zantedeschia
- sous-famille Pothoideae
  - tribu Monstereae
    - Alloschemone
    - Amydrium
    - Anadendrum
    - Epipremnum
    - Heteropsis
    - Holochlamys
    - Monstera
    - Rhaphidophora
    - Rhodospatha
    - Scindapsus
    - Spathiphyllum
    - Stenospermation

  - tribu Potheae
    - Anthurium
    - Pedicellarum
    - Pothoidium
    - Pothos
- sous-famille Schismatoglottidoideae
  - tribu Cryptocoryneae
    - Cryptocoryne
    - Lagenandra

  - tribu Schismatoglottideae
    - Aridarum
    - Bakoa
    - Bucephalandra
    - Phymatarum
    - Piptospatha
    - Schismatoglottis
    - Schottarum

### Selon Delta-angio
DELTA Angio (14 avr. 2010)
- Aglaodorum
- Aglaonema
- Alloschemone
- Alocasia
- Ambrosina
- Amorphophallus
- Amydrium
- Anadendrum
- Anaphyllopsis
- Anaphyllum
- Anchomanes
- Anthurium
- Anubias
- Aridarum
- Ariopsis
- Arisaema
- Arisarum
- Arophyton
- Arum
- Asterostigma
- Biarum
- Bognera
- Bucephalandra
- Caladium
- Calla
- Callopsis
- Carlephyton
- Cercestis
- Chlorospatha
- Colletogyne
- Colocasia
- Cryptocoryne
- Culcasia
- Cyrtosperma
- Dieffenbachia
- Dracontioides
- Dracontium
- Dracunculus
- Eminium
- Epipremnum
- Filarum
- Furtodoa
- Gearum
- Gonatanthus
- Gonatopus
- Gorgonidium
- Gymnostachys
- Hapaline
- Helicodiceros
- Heteroaridarum
- Heteropsis
- Holochlamys
- Homalomena
- Hottarum
- Jasarum
- Lagenandra
- Lasia
- Lasimorpha
- Lysichiton
- Mangonia
- Monstera
- Montrichardia
- Nephthytis
- Orontium
- Pedicellarum
- Peltandra
- Philodendron
- Phymatarum
- Pinellia
- Piptospatha
- Pistia
- Podolasia
- Pothoidium
- Pothos
- Protarum
- Pseudodracontium
- Pseudohydrosme
- Pycnospatha
- Remusatia
- Raphidophora
- Rhodospatha
- Sauromatum
- Scaphispatha
- Schismatoglottis
- Scindapsus
- Spathantheum
- Spathicarpa
- Spathiphyllum
- Stenospermation
- Steudnera
- Stylochaeton
- Symplocarpus
- Synandrospadix
- Syngonium
- Taccarum
- Theriophonum
- Typhonium
- Typhonodorum
- Ulearum
- Urospatha
- Urospathella
- Xanthosoma
- Zamioculcas
- Zantedeschia
- Zomicarpa
- Zomicarpella

### Selon ITIS
ITIS (14 avr. 2010)
- Aglaodorum Schott
- Aglaonema Schott
- Alocasia (Schott) G. Don
- Amorphophallus Blume ex Decne.
- Anaphyllopsis A. Hay
- Anthurium Schott
- Anubias Schott
- Arisaema Mart.
- Arum L.
- Caladium Vent.
- Calla L.
- Clinostigma H. Wendl.  (Habituellement placé dans la famille Arecaceae)
- Colocasia Schott, 1832
- Colocasia Schott
- Cryptocoryne Fisch. ex Wydl.
- Cyrtosperma Griffith
- Dieffenbachia Schott
- Dracontioides Engl.
- Dracontium L.
- Dracunculus P. Mill.
- Epipremnum Schott
- Jasarum G. S. Bunting
- Lagenandra Dalzell
- Lasia Loureiro, 1790
- Lysichiton Schott
- Lysichitum
- Monstera Adans.
- Montrichardia Creuger
- Orontium L.
- Peltandra Raf.
- Philodendron Schott
- Pinellia Ten.
- Pistia L.
- Symplocarpus Salisb. ex Nutt.
- Syngonium Schott
- Xanthosoma Schott
- Zantedeschia Spreng.

## Phylogénie
Phylogénie basée sur l'Angiosperm Phylogeny Website.
|  | Gymnostachydoideae Bogner & Nicolson 1991 |
|  |                                           |
|  | Orontioideae Brown ex Müller 1860         |
|  |                                           |

|  | Pothoideae Engler 1876    |
|  |                           |
|  | Monsteroideae Engler 1876 |
|  |                           |

|  | Lasioideae Engler 1876                                                                         |
|  |                                                                                                |
|  | \| \| Zamioculcadoideae Bogner & Hesse 2005 \| \| \| \| \| \| Aroideae Arnott 1832 \| \| \| \| |
|  |                                                                                                |
|  | Zamioculcadoideae Bogner & Hesse 2005                                                          |
|  |                                                                                                |
|  | Aroideae Arnott 1832                                                                           |
|  |                                                                                                |

|  | Zamioculcadoideae Bogner & Hesse 2005 |
|  |                                       |
|  | Aroideae Arnott 1832                  |
|  |                                       |

|  | Pothoideae Engler 1876    |
|  |                           |
|  | Monsteroideae Engler 1876 |
|  |                           |

|  | Lasioideae Engler 1876                                                                         |
|  |                                                                                                |
|  | \| \| Zamioculcadoideae Bogner & Hesse 2005 \| \| \| \| \| \| Aroideae Arnott 1832 \| \| \| \| |
|  |                                                                                                |
|  | Zamioculcadoideae Bogner & Hesse 2005                                                          |
|  |                                                                                                |
|  | Aroideae Arnott 1832                                                                           |
|  |                                                                                                |

|  | Zamioculcadoideae Bogner & Hesse 2005 |
|  |                                       |
|  | Aroideae Arnott 1832                  |
|  |                                       |

|  | Pothoideae Engler 1876    |
|  |                           |
|  | Monsteroideae Engler 1876 |
|  |                           |

|  | Lasioideae Engler 1876                                                                         |
|  |                                                                                                |
|  | \| \| Zamioculcadoideae Bogner & Hesse 2005 \| \| \| \| \| \| Aroideae Arnott 1832 \| \| \| \| |
|  |                                                                                                |
|  | Zamioculcadoideae Bogner & Hesse 2005                                                          |
|  |                                                                                                |
|  | Aroideae Arnott 1832                                                                           |
|  |                                                                                                |

|  | Zamioculcadoideae Bogner & Hesse 2005 |
|  |                                       |
|  | Aroideae Arnott 1832                  |
|  |                                       |

|  | Pothoideae Engler 1876    |
|  |                           |
|  | Monsteroideae Engler 1876 |
|  |                           |

|  | Lasioideae Engler 1876                                                                         |
|  |                                                                                                |
|  | \| \| Zamioculcadoideae Bogner & Hesse 2005 \| \| \| \| \| \| Aroideae Arnott 1832 \| \| \| \| |
|  |                                                                                                |
|  | Zamioculcadoideae Bogner & Hesse 2005                                                          |
|  |                                                                                                |
|  | Aroideae Arnott 1832                                                                           |
|  |                                                                                                |

|  | Zamioculcadoideae Bogner & Hesse 2005 |
|  |                                       |
|  | Aroideae Arnott 1832                  |
|  |                                       |

|  | Gymnostachydoideae Bogner & Nicolson 1991 |
|  |                                           |
|  | Orontioideae Brown ex Müller 1860         |
|  |                                           |

|  | Pothoideae Engler 1876    |
|  |                           |
|  | Monsteroideae Engler 1876 |
|  |                           |

|  | Lasioideae Engler 1876                                                                         |
|  |                                                                                                |
|  | \| \| Zamioculcadoideae Bogner & Hesse 2005 \| \| \| \| \| \| Aroideae Arnott 1832 \| \| \| \| |
|  |                                                                                                |
|  | Zamioculcadoideae Bogner & Hesse 2005                                                          |
|  |                                                                                                |
|  | Aroideae Arnott 1832                                                                           |
|  |                                                                                                |

|  | Zamioculcadoideae Bogner & Hesse 2005 |
|  |                                       |
|  | Aroideae Arnott 1832                  |
|  |                                       |

|  | Pothoideae Engler 1876    |
|  |                           |
|  | Monsteroideae Engler 1876 |
|  |                           |

|  | Lasioideae Engler 1876                                                                         |
|  |                                                                                                |
|  | \| \| Zamioculcadoideae Bogner & Hesse 2005 \| \| \| \| \| \| Aroideae Arnott 1832 \| \| \| \| |
|  |                                                                                                |
|  | Zamioculcadoideae Bogner & Hesse 2005                                                          |
|  |                                                                                                |
|  | Aroideae Arnott 1832                                                                           |
|  |                                                                                                |

|  | Zamioculcadoideae Bogner & Hesse 2005 |
|  |                                       |
|  | Aroideae Arnott 1832                  |
|  |                                       |

|  | Pothoideae Engler 1876    |
|  |                           |
|  | Monsteroideae Engler 1876 |
|  |                           |

|  | Lasioideae Engler 1876                                                                         |
|  |                                                                                                |
|  | \| \| Zamioculcadoideae Bogner & Hesse 2005 \| \| \| \| \| \| Aroideae Arnott 1832 \| \| \| \| |
|  |                                                                                                |
|  | Zamioculcadoideae Bogner & Hesse 2005                                                          |
|  |                                                                                                |
|  | Aroideae Arnott 1832                                                                           |
|  |                                                                                                |

|  | Zamioculcadoideae Bogner & Hesse 2005 |
|  |                                       |
|  | Aroideae Arnott 1832                  |
|  |                                       |

|  | Pothoideae Engler 1876    |
|  |                           |
|  | Monsteroideae Engler 1876 |
|  |                           |

|  | Lasioideae Engler 1876                                                                         |
|  |                                                                                                |
|  | \| \| Zamioculcadoideae Bogner & Hesse 2005 \| \| \| \| \| \| Aroideae Arnott 1832 \| \| \| \| |
|  |                                                                                                |
|  | Zamioculcadoideae Bogner & Hesse 2005                                                          |
|  |                                                                                                |
|  | Aroideae Arnott 1832                                                                           |
|  |                                                                                                |

|  | Zamioculcadoideae Bogner & Hesse 2005 |
|  |                                       |
|  | Aroideae Arnott 1832                  |
|  |                                       |